# Marcelle Louise Fernande Le Gal
Marcelle Louise Fernande Le Gal (ur. 14 lutego 1895 w Amiens, zm. 23 czerwca 1979 tamże) – francuska biolożka zajmująca się roślinami, grzybami i porostami.

## Życiorys
Urodziła się w rodzinie kolejarza i artystki. W 1915 r. uzyskała tytuł magistra biologii po ukończeniu Uniwersytetu Paryskiego. Podczas I wojny światowej mieszkała w Nowym Jorku, w 1920 roku uzyskała tytuł magistra na Uniwersytecie Columbia. Następnie wróciła do Francji. W 1922 roku poślubiła językoznawcę Etienne Le Gale. Etienne i Marcel Le Gal zaczęli zbierać grzyby. Marsylia przynosiła je do laboratorium Paryskiego Muzeum Historii Naturalnej w celu oznaczenia gatunku. Od 1932 r. uczestniczyła w spotkaniach Francuskiego Towarzystwa Mykologicznego. Następnie rozpoczęła pracę w laboratorium i przy wsparciu Rogera Aime zaczęła badać grzyby z grupy Discomycetes. W 1944 r. Marcel Le Gall ukończyła pracę doktorską, za którą otrzymała Nagrodę Montagne. W tym samym roku rozpoczęła pracę w Narodowym Centrum Badań Naukowych, w 1957 roku została jego kierownikiem. W latach 1954–1957 Le Gal była pierwszą kobietą przewodniczącą Francuskiego Towarzystwa Mykologicznego. W 1960 roku Marsylia przeszła na emeryturę. W 1962 roku została wybrana wiceprezesem Brytyjskiego Towarzystwa Mykologicznego. Le Gal przygotowywała materiały do monografii rodzaju Scutellinia. Do 1972 roku prawie ją skończyła, ale w 1973 roku zmarł jej mąż Etienne, po czym wzrok Marcellle zaczął się pogarszać.
W naukowych nazwach opisanych przez nią taksonów dodawany jest skrót jej nazwiska Le Gal. Jej nazwiskiem nazwano niektóre rodzaje i gatunki grzybów: Galiella Nannf. & Korf, Marcelleina Brumm., Korf & Rifai, borowik le Galowej Pilát, Cortinarius magaliae Rob.Henry, Lachnum legaliae W.Y.Zhuang & Zheng Wang, Scutellinia legaliae Lohmey.